# Abejuela
Abejuela (em aragonês: Abechuela) é um município da Espanha na província de Teruel, comunidade autónoma de Aragão. Tem 87 km² de área e em 2021 tinha 57 habitantes (densidade: 0,7 hab./km²).

## Demografia
| Variação demográfica do município entre 1991 e 2004 | Variação demográfica do município entre 1991 e 2004 | Variação demográfica do município entre 1991 e 2004 | Variação demográfica do município entre 1991 e 2004 |
| --------------------------------------------------- | --------------------------------------------------- | --------------------------------------------------- | --------------------------------------------------- |
| 1991                                                | 1996                                                | 2001                                                | 2004                                                |
| 65                                                  | 70                                                  | 56                                                  | 68                                                  |